# Torneo de Guadalajara 2021
El Abierto Zapopan 2021 fue un torneo profesional de tenis femenino jugado en cancha dura al aire libre. Se trató de la segunda edición, y el primer torneo como un WTA 250, también fue parte del WTA Tour en 2021. Se jugó en Guadalajara, México desde el 8 al 14 de marzo.

## Cabezas de serie

### Individuales femenino
| Tenista                | Ranking | Preclasificada |
| Nadia Podoroska        | 45      | 1              |
| Marie Bouzková         | 50      | 2              |
| Anna Blinkova          | 69      | 3              |
| Sara Sorribes          | 70      | 4              |
| Nao Hibino             | 78      | 5              |
| Danka Kovinić          | 84      | 6              |
| Leylah Annie Fernandez | 87      | 7              |
| Kaja Juvan             | 91      | 8              |

- Ranking del 1 de marzo de 2021.[1]

### Dobles femenino
| Tenista                               | Ranking | Preclasificada |
| Desirae Krawczyk Giuliana Olmos       | 75      | 1              |
| Caroline Dolehide Vania King          | 128     | 2              |
| Ellen Perez Astra Sharma              | 165     | 3              |
| Mihaela Buzărnescu Anna-Lena Friedsam | 185     | 4              |

## Campeones

### Individual femenino
Sara Sorribes venció a  Eugénie Bouchard por 6-2, 7-5

### Dobles femenino
Ellen Perez /  Astra Sharma vencieron a  Desirae Krawczyk /  Giuliana Olmos por 6-4, 6-4